# Østsjællands Beredskab
Østsjællands Beredskab var en sammenlægning af beredskaberne fra 8 kommuner:
Roskilde, Greve, Høje-Taastrup, Ishøj, Vallensbæk, Køge, Solrød og Stevns.
Østsjællands Beredskab servicerede ca. 325.000 indbyggere, og dækkede et areal på 930 kvadratkilometer.
i 2020 blev Østsjællands Beredskab opløst.